# Palazzolo sull'Oglio
Palazzolo sull'Oglio is een gemeente in de Italiaanse provincie Brescia (regio Lombardije) en telt 19.117 inwoners (19-10-2008). De oppervlakte bedraagt 23,1 km², de bevolkingsdichtheid is 786 inwoners per km².
De volgende frazioni maken deel uit van de gemeente: San Pancrazio.

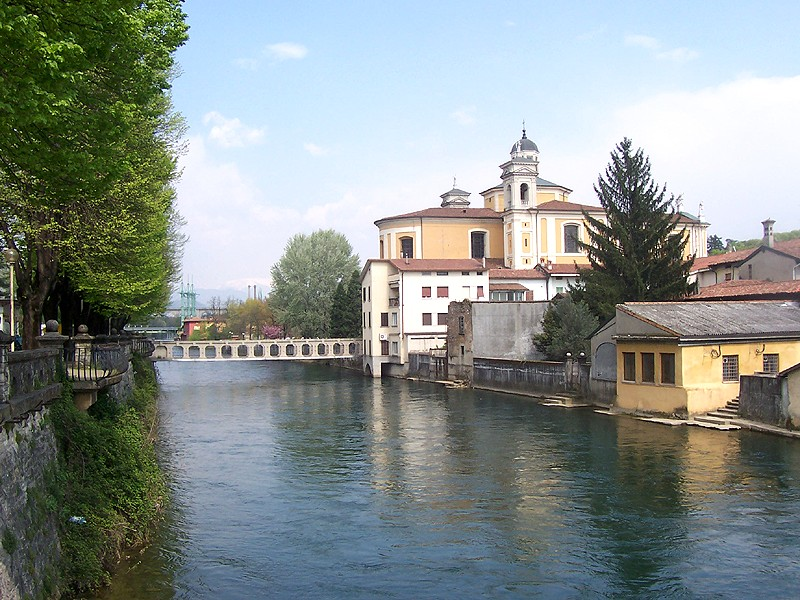
Palazzolo sull'Oglio
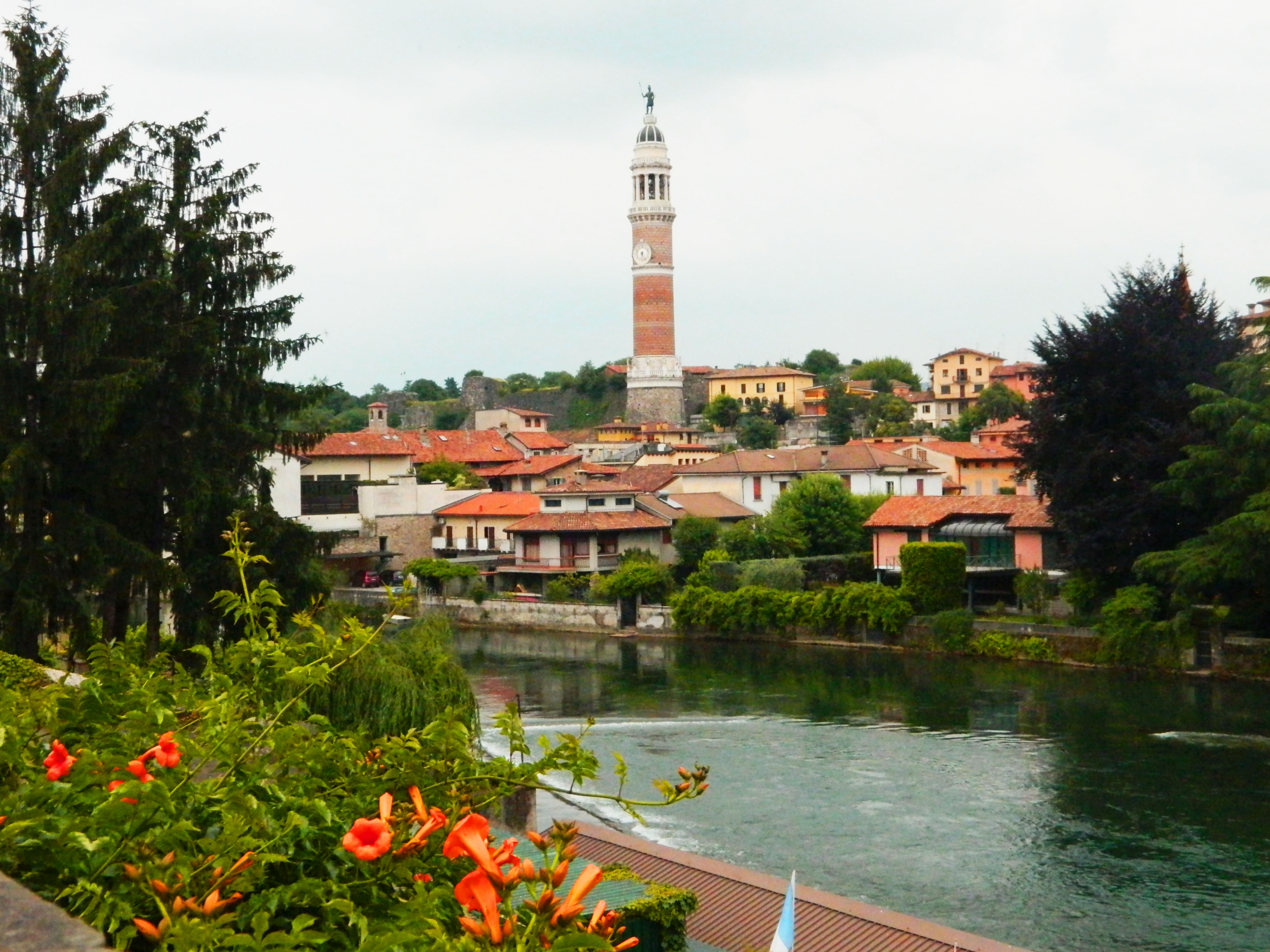
Palazzolo sull'Oglio
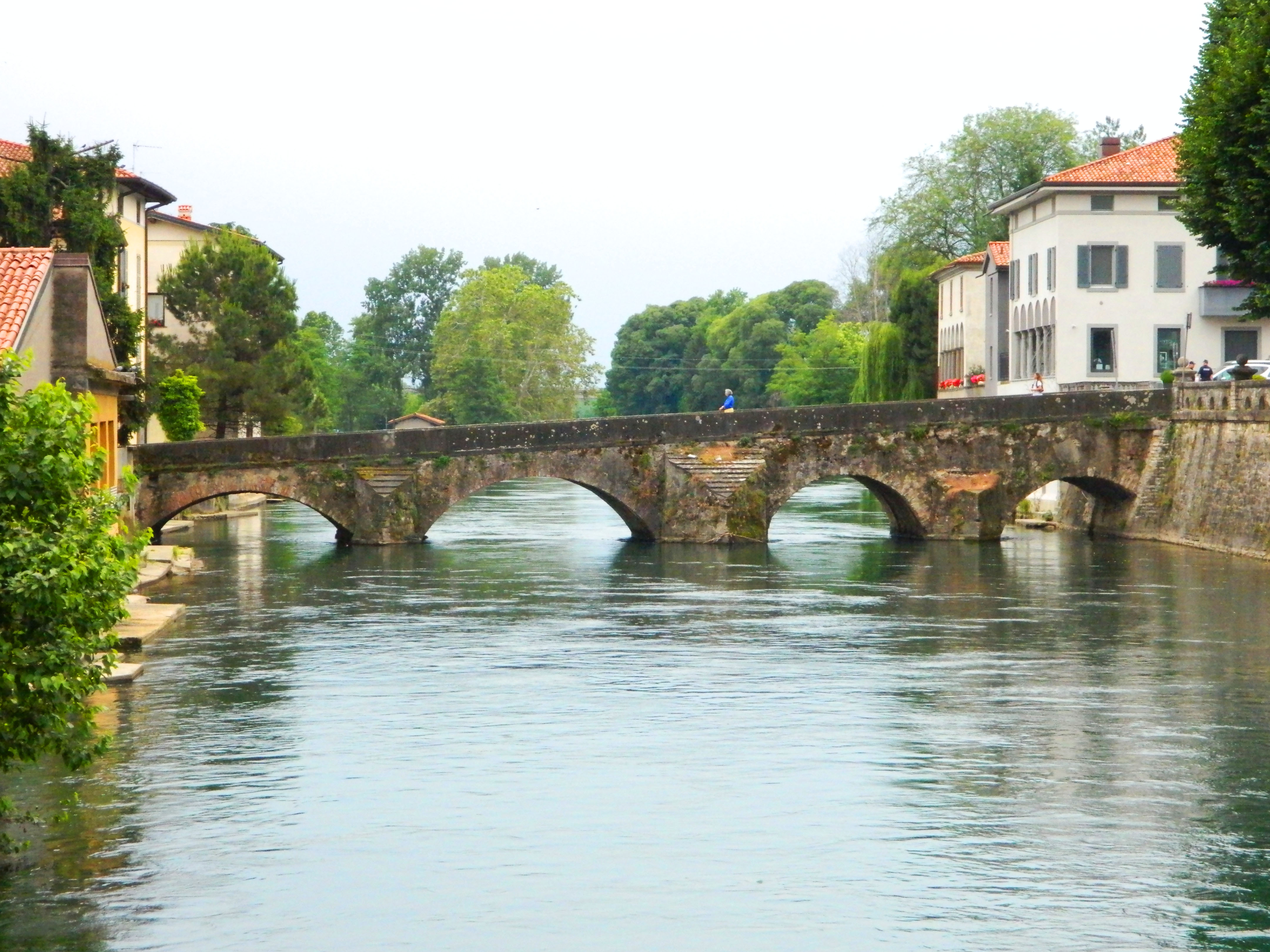
Ponte Romano (4e eeuw)
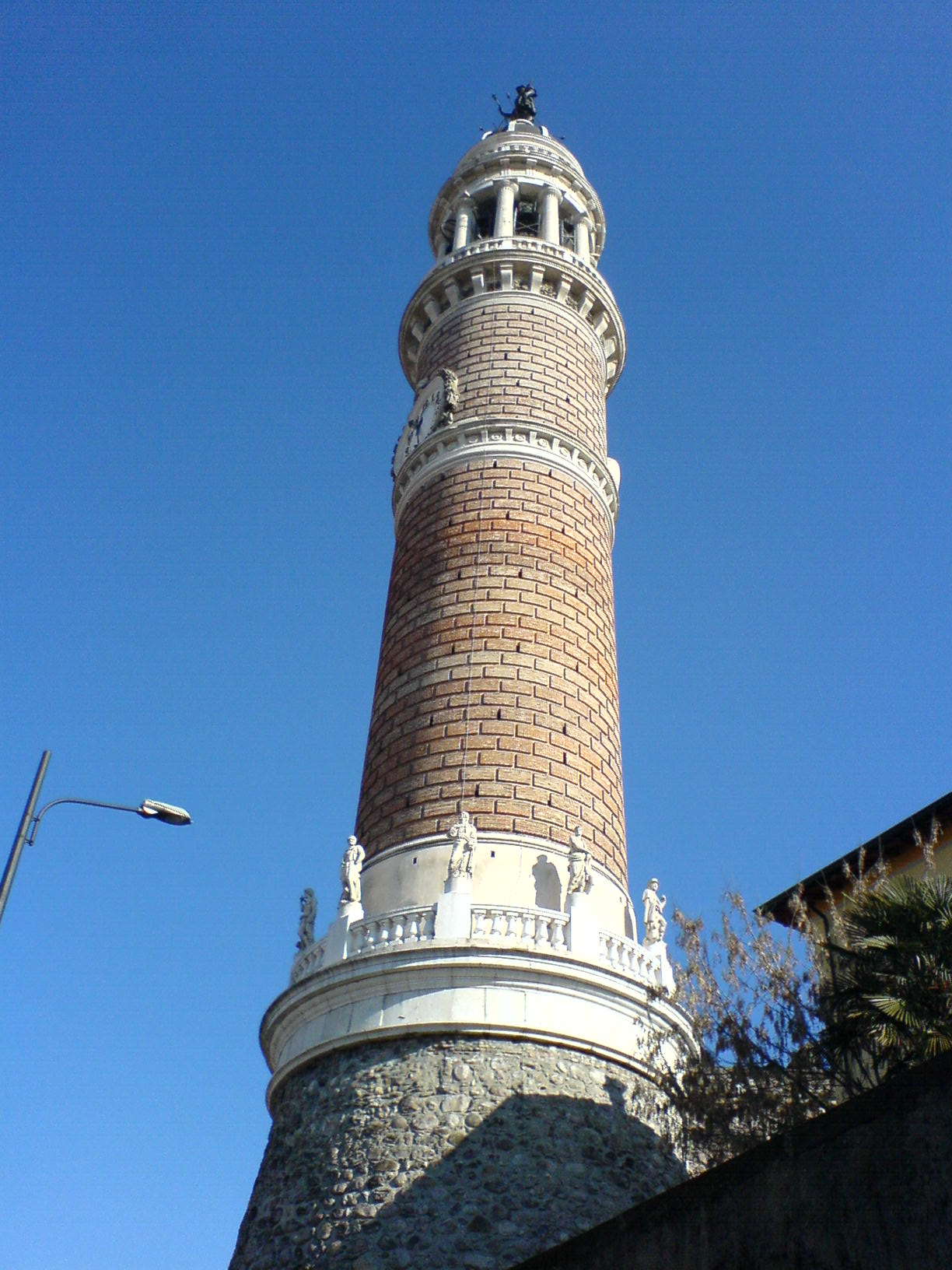
Toren van Palazzolo sull'Oglio
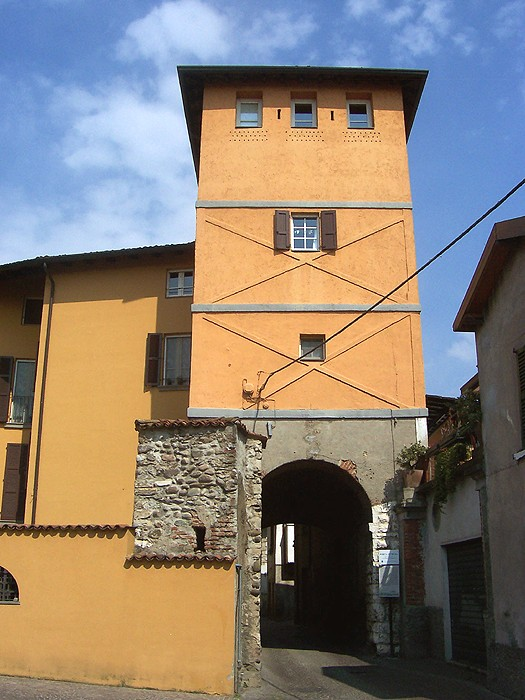
Poort in de muur van Palazzolo sull'Oglio
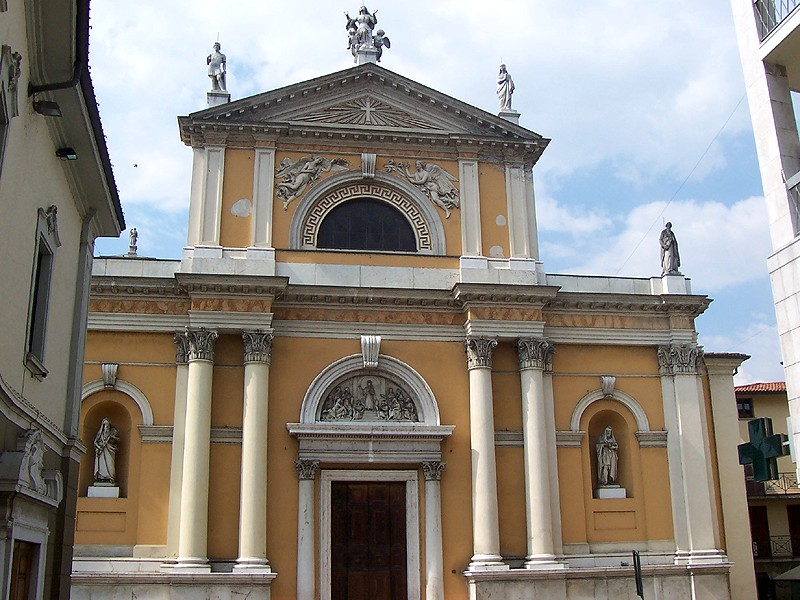
Kerk in Palazzolo sull'Oglio

## Demografie
Palazzolo sull'Oglio telt ongeveer 7300 huishoudens. Het aantal inwoners steeg in de periode 1991-2001 met 6,5% volgens cijfers uit de tienjaarlijkse volkstellingen van ISTAT.
| Jaar | Inwoneraantal |
| ---- | ------------- |
| 1991 | 16.270        |
| 2001 | 17.330        |

## Geografie
De gemeente ligt op ongeveer 166 m boven zeeniveau. Palazzolo sull'Oglio grenst aan de volgende gemeenten: Adro, Capriolo, Castelli Calepio (BG), Chiari, Cologne, Erbusco, Grumello del Monte (BG), Palosco (BG), Pontoglio, Telgate (BG).

## Overleden
- Anna Cornelia Maurizio (1852-1930), Zwitserse macramé-artieste